# Hans Björnbo
Hans Alfred Emanuel Björnbo, född Jönsson den 5 januari 1911 i Oscars församling, Stockholm, död den 3 augusti 1994 på Lidingö, var en svensk skådespelare.

## Biografi
Björnbo var son till dåvarande vaktmästaren, senare källarmästaren vid Hotell Continental, Örebro, Carl Jönsson och hans hustru Anna Dorotea, född Tonström. Han hade en bror, Svante, och en syster.
Han studerade vid Julia Håkanssons teaterskola tillsammans med bland andra Hilding Gavle, Margit Geijer och Greta Rylander innan han rekryterades till Teatern vid Sveavägen.

## Filmografi
- 1931 – Generalen
- 1936 – 33.333
- 1936 – Stackars miljonärer
- 1937 – Odygdens belöning
- 1938 – Du gamla du fria
- 1938 – Styrman Karlssons flammor
- 1938 – Blixt och dunder
- 1938 – Du gamla du fria
- 1938 – Karriär
- 1938 – Bara en trumpetare
- 1940 – Romans
- 1942 – Livet på en pinne
- 1942 – Kvinnan tar befälet
- 1943 – Anna Lans
- 1943 – Hans Majestäts rival
- 1944 – På farliga vägar
- 1944 – En dotter född
- 1945 – Kungliga patrasket
- 1946 – Pengar - en tragikomisk saga
- 1946 – Det glada kalaset
- 1947 – Livet i Finnskogarna
- 1948 – Kärlek, solsken och sång
- 1961 – Pärlemor

## Teater

### Roller (ej komplett)
| År   | Roll                       | Produktion                             | Regi              | Teater                                    |
| ---- | -------------------------- | -------------------------------------- | ----------------- | ----------------------------------------- |
| 1930 | Sören Juhl                 | Årgång 30 Jens Locher                  | Tollie Zellman    | Teatern vid Sveavägen                     |
| 1930 | Billy Caldwell             | Patsy Barry Conners                    | Nils Johannisson  | Mindre teatern                            |
| 1931 |                            | Pierre eller Jack Francis de Croisset  | Carlo Keil-Möller | Lorensbergsteatern                        |
| 1933 |                            | Hela havet stormar Ronald Mackenzie    | Gustaf Linden     | Skådebanan                                |
| 1933 |                            | Den store hädangångne René Fauchois    | Helge Wahlgren    | Skådebanan                                |
| 1935 |                            | Den lilla butiken Ladislaus Bus-Fekete | Martha Lundholm   | Martha Lundholms turnésällskap            |
| 1937 |                            | Peter den store Paul Sarauw            | Paul Sarauw       | Södra Teatern                             |
| 1941 | Hans Sittich von Berlepsch | Luther i Wartburg Ivan Oljelund        | Helge Hagerman    | Nya Teatern Gästspel av Dramatikerstudion |

### Fotnoter
1. ↑  ”Hans Björnbo”. Svensk Filmdatabas. http://sfi.se/sv/svensk-filmdatabas/Item/?type=PERSON&itemid=60464&ref=%2ftemplates%2fSwedishFilmSearchResult.aspx%3fid%3d1225%26epslanguage%3dsv%26searchword%3dHans+Bj%C3%B6rnbo%26type%3dPerson%26match%3dBegin%26page%3d1%26prom%3dFalse. Läst 15 oktober 2012.
2. ↑  Oscars kyrkoarkiv, Födelse- och dopböcker, SE/SSA/6025/C I/2 (1909-1911), bildid: 00030025_00114, sida 113
3. ↑  ”Dödsfall”. Dagens Nyheter:  s. 7. 21 maj 1934. https://arkivet.dn.se/tidning/1934-05-21/134/7. Läst 24 januari 2021.
4. ↑  ”Teater Musik och Film: Till Rivoli”. Dagens Nyheter:  s. 14. 25 maj 1930. https://arkivet.dn.se/tidning/1930-05-25/140/14. Läst 24 november 2021.
5. ↑  ”Teater Musik och Film: Bror Olsson på Teatern vid Sveavägen”. Dagens Nyheter:  s. 11. 7 oktober 1930. http://arkivet.dn.se/arkivet/tidning/1930-10-07/272/11. Läst 6 januari 2016.
6. ↑  ”Teater Musik och Film”. Dagens Nyheter:  s. 12. 27 november 1930. https://arkivet.dn.se/tidning/1930-11-27/323/12. Läst 24 januari 2021.
7. ↑  ”Teater Musik Film: Premiär i Göteborg”. Dagens Nyheter:  s. 9. 27 december 1931. https://arkivet.dn.se/tidning/1931-12-27/351/9. Läst 24 januari 2021.
8. ↑  ”Teater Musik Film: Skådebanans turné”. Dagens Nyheter:  s. 10. 8 oktober 1933. https://arkivet.dn.se/tidning/1933-10-08/273/10. Läst 24 januari 2021.
9. ↑  ”Teater Musik Film”. Dagens Nyheter:  s. 10. 11 oktober 1933. https://arkivet.dn.se/tidning/1933-10-11/276/10. Läst 24 januari 2021.
10. ↑  ”Teater Musik Film: Sommarteater”. Dagens Nyheter:  s. 9. 21 maj 1935. https://arkivet.dn.se/tidning/1935-05-21/137/9. Läst 24 januari 2021.
11. ↑  ”Södra Teatern”. Dagens Nyheter:  s. 12. 8 oktober 1937. https://arkivet.dn.se/tidning/1937-10-08/273/12. Läst 24 januari 2021.
12. ↑  ”Luther i Wartburg”. Musik- och Teaterbiblioteket. https://calmview.musikverk.se/CalmView/Record.aspx?src=CalmView.Performance&id=PERF15191&pos=1. Läst 9 mars 2025.